# Martin Picard
Pour les articles homonymes, voir Picard (homonymie).

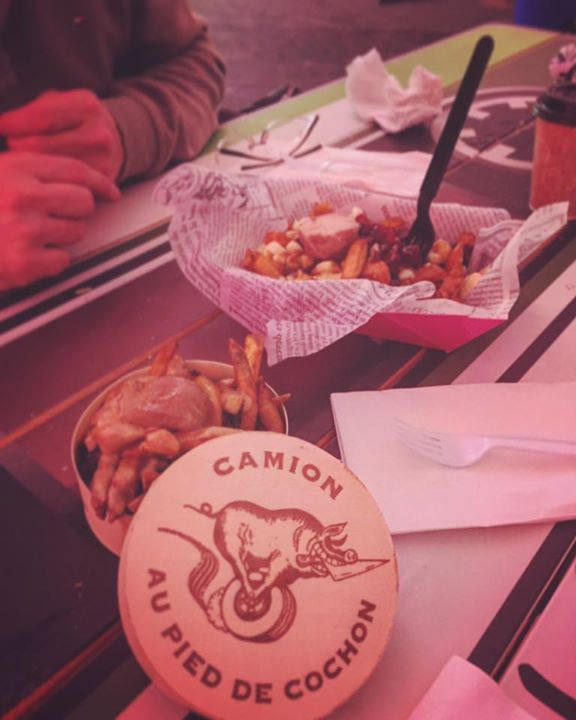
Poutine au foie gras, spécialité du Pied de Cochon.

Martin Picard, né le 20 novembre 1966 à Repentigny, est un grand chef cuisinier québécois. Il exploite le restaurant Au Pied de Cochon à Montréal ainsi qu'une cabane à sucre et une érablière à Saint-Benoît de Mirabel au nord-ouest de Montréal. Il est notamment reconnu pour sa maîtrise du foie gras. 
« Vedette de l’émission The Wild Chef, sur le réseau Food Network Canada, et lauréat 2012 des Gourmand World Cookbook Awards dans la catégorie Meilleur livre culinaire de l’année, Martin Picard a su élever et réinventer la cuisine et les ingrédients québécois et est considéré depuis longtemps comme le renégat ou l’enfant terrible de la cuisine canadienne », écrit la critique gastronomique canadienne Crystal Luxmore.
Quand on va au restaurant pour manger de la salade, c'est qu'on a un problème. « Ainsi parlait récemment Martin Picard, le chef propriétaire et délirant penseur du restaurant Au Pied de Cochon, lors d’une entrevue accordée au New York Times pour un long papier sur… la poutine », écrit Marie-Claude Lortie dans sa chronique gastronomique de La Presse en 2004, citée dans « Martin Picard et le restaurant Au pied de Cochon »,,.

## Parcours
Martin Picard est le plus jeune d’une famille de trois enfants. En 1969, son père, Gilbert Picard, professeur de mathématiques, décide de déménager sa petite famille – sa femme Marie, les jumeaux Louis et Josée et le benjamin Martin —, dans le centre religieux et universitaire musulman de Fès, au Maroc, où ils ont vécu pendant trois ans.
En 1972,la famille Picard revient au Québec où il termine l’école primaire commencée au Maroc à quatre ans. Martin Picard fait ses études secondaires au Collège de l’Assomption de 1978 à 1983 ; il poursuit ses études à la même institution de 1983 à 1986 où il obtient un diplôme d’études collégiales en sciences administratives. 
De 1986 à 1988, il étudie à l’Institut de tourisme et d'hôtellerie du Québec (ITHQ). Sa demande d’admission au programme de technique de gestion des services alimentaires et de restauration (TGSA) est déposée en retard et il doit en conséquence suivre les cours de technique en gestion hôtelière (TH). 
En mai 1988, il part en stage de quatre semaines à Chamalières, près de Clermont-Ferrand, France, dans le prestigieux l’Hôtel Radio dirigé par Michel Mioche. Durant ce stage, « il découvre avec surprise qu’il adore la camaraderie et l’énergie qui baignent les activités en cuisine, une expérience qui le motive à devenir chef et restaurateur », raconte Crystal Luxmore.
De retour au Québec, il termine la deuxième année de sa TGSA  et suit les cours du programme cuisine écolutive en hôtellerie et restauration (CRHR) de l’ITHQ.
 (juillet 2020).

« C’est grâce à ce stage français à l’Hôtel Radio que les cartes se sont jouées définitivement et qu’il fait le grand saut vers la cuisine, cette chose qui manque de noblesse à ses yeux. Durant cette dernière et quatrième année, il réalise également qu’il peut être heureux et épanoui avec ce type de métier. Il le fait, mais avec toujours de grandes ambitions et la certitude d’aller jusqu’au bout de sa volonté. Pour ce faire, Martin visionne des vidéos sur de grands chefs français ou d’ailleurs dans le monde, disponibles à la vidéothèque de l’ITHQ. Il y découvre le monde dans lequel vivent les chefs cuisiniers. Un monde différent, un univers différent . »

De 1989 à 1993, Martin Picard travaille au restaurant Citrus puis au Toqué! auprès du réputé grand chef québécois Normand Laprise, dont il devient le second et qui sera «un père spirituel qui lui a beaucoup enseigné sur la cuisine ». De 1994 à 1996, il passe au restaurant Le Globe, rue Saint-Laurent comme chef de cuisine. De 1997 à 2000, Martin Picard devient chef des cuisines du Club des pins, sur Laurier. Le Club des pins ferme subitement. Martin Picard, à 33 ans, se retrouve sans emploi et il décide de se lancer en affaires.
Avec l’appui de sa famille, surtout de sa conjointe Nancy, qui laisse son emploi comme orthopédagogue pour préparer le plan d’affaires du futur restaurant, et grâce au financement initial d’Elena Faita, de la Quincaillerie Dante, « sa deuxième mère », de Jacques Malo, pneumologue et de son père Gilbert qui endosse une marge de crédit bancaire, Martin Picard, qui a maintenant 35 ans, ouvre officiellement les portes de son restaurant               Au Pied de Cochon, 536 rue Duluth E, Montréal (Québec), le 13 novembre 2001.

### Le restaurant Au Pied de Cochon
C'est donc Au Pied de Cochon, que Martin Picard met au point une de ses spécialités, la poutine au foie gras.
 (juillet 2020).

« Céline Dion n’a qu’à bien se tenir. Un autre Québécois est en train de lui voler la vedette. Pas un chanteur, mais un cuisinier : Martin Picard, patron du Pied de Cochon à Montréal, un quadra bien portant à la barbe fournie. Chez lui pas de toque, pas de tablier ou de brigade de serveurs : juste une ambiance authentique et un peu rock’n’roll, à son image », écrivait Etienne Labrunie en 2009 dans ViaMichelin. « Je ne comprends pas pourquoi il faudrait mettre un uniforme pour être crédible et bon », lâche Martin Picard, son incontournable casquette vissée sur la tête. Il ajoute sans animosité, ni provoc : « En France, vous êtes prisonniers de cette tradition un peu lourde, nous on a cette liberté de ne pas faire les choses parfaitement ». La liberté de réussir aussi. Son restaurant, situé dans le quartier très branché du Plateau, ne désemplit pas et pour avoir une chance de le découvrir, il faut s’y prendre à l’avance. »

### Télévision
En 2007 et 2008 il présente Martin sur la route, série de sept émissions diffusées sur la Télévision de Radio-Canada.
Puis en 2009, Martin Picard anime sur le réseau Food Network Canada l'émission Wild chef dans laquelle il fait découvrir sa façon de cuisiner les viandes sauvages.
En 2009, il ouvre une cabane à sucre à Saint-Benoît de Mirabel, où il expérimente, avec le sirop d'érable, de nouvelles façons de faire revivre les traditions culinaires du Québec,. 
Depuis 2013, à partir de sa cabane à sucre et de son érablière Saint-Benoît de Mirabel, il anime une série télévisée hebdomadaire, Un chef à la cabane, qui remporte beaucoup de succès sur le réseau de Télé-Québec.

### Festival de la Poutine de Drummondville
En 2010, Martin Picard et sa bande font goûter aux amateurs une poutine au homard, ainsi qu'une poutine traditionnelle, lors de la quatrième édition du Festival de la Poutine de Drummondville.

## Ouvrages de Martin Picard
- Martin Picard, Au Pied de Cochon : l'album, Montréal : Restaurant Au Pied de Cochon, 2006, 239 p. (ISBN 978-2-9809498-3-8)

- Martin Picard, Cabane à sucre Au Pied de Cochon, Montréal : Restaurant Au Pied de Cochon, 2012 (ISBN 978-2-9809498-5-2)

« Maintenant qu'il a passé deux ans et demi à explorer exhaustivement le monde du sucre, quelle est la prochaine frontière pour celui qui a été le pionnier de tout un mouvement néo-rustique nord-américain, pour ce chef dont on dit qu'il est le plus connu et le plus vénéré des chefs canadiens aux États-Unis ? », écrit Marie-Claude Lortie, à la sortie du livre Cabane à sucre Au Pied de Cochon. »

## Prix
- Étoile de la gastronomie, 2003, 11th Culinary Gala[1]
- Prix Roger Champoux, Fondation des Amis de l'art culinaire, 2007[1]
- Meilleur livre culinaire de l’année, Gourmand World Cookbook Awards, Paris, 2012[19]
- Sugar Shack Au Pied de Cochon, Meilleur Livre de Cuisine - Sujet Unique, Prix Les saveurs du Canada, 2013[1].